# Дюрен
Дю́рен (нем. Düren) — город на западе Германии, недалеко от границы с Бельгией и Нидерландами. Население — 92 820 чел. (2010).

## География

### Расположение
Дюрен расположен в долине реки Рур. Максимальный размер 10,0 км с запада на восток и 12,5 км с севера на юг. Городская граница имеет протяженность примерно 50 км. Наивысшая точка — 225 метров над уровнем моря (административный район Берцбуир (Berzbuir)), нижняя точка — 105 метров над уровнем моря находится в административном районе Меркен (Merken).

### Соседние районы
Город Дюрен граничит со следующими муниципальными районами региона Дюрен:
- Хюртгенвальд (Hürtgenwald),
- Инден (Inden),
- Кройцау(Kreuzau),
- Лангервеэ (Langerwehe),
- Мерцених (Merzenich),
- Нидерциер (Niederzier),
- Нёрвених (Nörvenich).

## Административное деление
Город Дюрен делится на 15 административных районов:
- Старый город, включая Рёльсдорф (Rölsdorf),
- Арнольдсвейлер (Arnoldsweiler),
- Берцбуир (Berzbuir),
- Биргель (Birgel),
- Биркесдорф (Birkesdorf),
- Дериксвайлер (Derichsweiler),
- Эхц-Концендорф (Echtz-Konzendorf),
- Гюрцених (Gürzenich),
- Хофен (Hoven),
- Лендерсдорф (Lendersdorf),
- Краутхаузен (Krauthausen),
- Куфферат (Kufferath),
- Мариавейлер (Mariaweiler),
- Меркен (Merken),
- Нидерау (Niederau).

## Население
| 1805    | 1814    | 1818    | 1840    | 1855    | 1858    | 1861    | 1864    | 1867    | 1871    | 1875    | 1880    |
| ------- | ------- | ------- | ------- | ------- | ------- | ------- | ------- | ------- | ------- | ------- | ------- |
| 4563    | ↗4777   | ↗4978   | ↗7925   | ↗8500   | ↗8792   | ↗9479   | ↗10 500 | ↗11 311 | ↗12 862 | ↗14 516 | ↗17 368 |
| 1885    | 1890    | 1895    | 1900    | 1905    | 1910    | 1916    | 1917    | 1919    | 1925    | 1933    | 1939    |
| ↗19 802 | ↗21 731 | ↗24 531 | ↗27 168 | ↗29 771 | ↗32 511 | ↘30 931 | ↗31 638 | ↗33 992 | ↗37 060 | ↗40 880 | ↗45 321 |
| 1945    | 1946    | 1950    | 1956    | 1961    | 1965    | 1970    | 1975    | 1980    | 1985    | 1987    | 1990    |
| ↘25 724 | ↗27 653 | ↗35 234 | ↗43 642 | ↗49 138 | ↗52 867 | ↗53 620 | ↗87 774 | ↘85 913 | ↘84 272 | ↘82 857 | ↗86 508 |
| 1995    | 1998    | 1999    | 2000    | 2001    | 2002    | 2003    | 2004    | 2010    | 2011    | 2013    | 2015    |
| ↗90 274 | ↘90 057 | ↗91 092 | ↗91 801 | ↗92 292 | ↗92 492 | ↗92 966 | ↗93 486 | ↘92 820 | ↘88 789 | ↗88 953 | ↗90 244 |
| 2017    | 2018    | 2019    | 2021    | 2022    | 2023    |         |         |         |         |         |         |
| ↗90 502 | ↗92 435 | ↘90 733 | ↗91 814 | ↗93 207 | ↗93 323 |         |         |         |         |         |         |

- 1944 — примерно 22 000[источник не указан 351 день]
- 1945 — 3806[источник не указан 351 день]

В 1972 году в состав города включены соседние населённые пункты.

## История

### Античность
История Дюрена началась более чем 2000 лет назад. На месте города находилось кельтское поселение. Кельты называли его Дурум (Durum), что в переводе означает «замок, крепость». После кельтов в этом районе проживали германские племена, которые впоследствии покорил Юлий Цезарь.
Дурум стал районом снабжения для быстрорастущего римского города Кёльна. Более того, несколько важных римских дорог проходили в районе Дурума (в частности, дорога из Кёльна в Юлих и Тонгерен и из Кёльна в Цюльпих и Трир). Римляне управляли областью около 400 лет.

### Средние века
После власти римлян в пятом веке Дюрен захватили франки. Король франков Пипин Короткий часто посещал Дюрен в восьмом веке и провел в нём несколько важных собраний. Франки осчастливили Дюрен королевским замком, который назывался Пфальц (резиденция), и в котором несколько раз останавливался и жил император Карл Великий, сын Пипина Короткого. Замок был построен на том месте, где сейчас находится церковь св. Анны. Вследствие частых посещений Дюрена Карлом Великим город стал торговым центром (торговали зерном, скотом, лесом, птицей, маслом). Благосостояние города росло.
В XIII веке Дюрен получил статус города. Около 1200 года началось строительство городской стены, которая включала в себя 12 башен и 5 ворот: северные Philippstor и Wirteltor, восточные кёльнские ворота (Kölntor), южные главные ворота (Obertor) и западные «деревянные ворота» (Holztor), остатки которых сохранились до сих пор.
Каменотес Леонард (Leonhard) украл из майнцской церкви святого Штефана ковчежец с мощами святой Анны и привез их в Дюрен в 1501 году. 18 марта 1506 папа римский Юлий II разрешил оставить мощи в Дюрене. Они хранились в церкви св. Мартина, которая была в 1505 году переименована в церковь св. Анны. Вполне возможно, что переименование произошло намного позже, потому что в XIX веке её ещё иногда называли приходской церковью св. Мартина. Святая Анна стала покровительницей Дюрена.

### Новое время
В 1642 году Дюрен был втянут в Тридцатилетнюю войну. Армия противника уничтожила город. После окончания войны в 1648 году в Дюрене свирепствовала бубонная чума, унёсшая много жизней. Вторая эпидемия чумы разразилась в 1665 году. В 1679 году после нескольких атак ослабленный город был снова разрушен. Поселение Миесхайм (Miesheim) так и не было восстановлено.
В конце 1755 года в местности вокруг Дюрена и Ахена произошла серия землетрясений, самое сильное из которых (8 баллов по шкале Рихтера) произошло 18 февраля 1756 года. Тогда серия землетрясений прокатилась по всей Европе, в частности, знаменитое лиссабонское, произошедшее в 1755 году.
С XV века в районе Дюрена начала развиваться легкая промышленность и металлургия. Благодаря тому, что вода Рура исключительно мягкая, с начала XVII века здесь началось бумажное производство. Рутгер фон Шефен построил первую бумажную фабрику в Дюрене в 1710 году. К 1812 году в Дюрене насчитывалось 17 фабрик по производству бумаги, 11 по производству одежды, один прокатный цех и два чугунолитейных.
В 1794 году Дюрен был оккупирован французскими революционными войсками. С 1798 по 1814 годы Дюрен являлся столицей одноименного кантона ахенского округа рёрмондского департамента (названного по имени реки Рур). В 1815 году после Венского конгресса Дюрен был передан Пруссии.

### XX век
К 1900 году Дюрен был одним из богатейших городов Германии (в нем проживало 43 миллионера и были расположены 93 фабрики). Дюрен был вторым по богатству городом во всей Пруссии.
В 1909 году в Дюрене впервые в мире было начато промышленное производство дюралюминия. (Название сплава происходит от названия города.)
16 ноября 1944 года Дюрен был практически полностью разрушен в результате бомбового удара, нанесенного авиацией союзников. Из примерно 22 000 проживавших на тот момент в Дюрене людей 3000 погибло в результате бомбардировки. Так как продолжать жить в городе было практически невозможно, все население Дюрена было эвакуировано в центральную Германию. После массовой эвакуации в Дюрене остались жить только 4 человека.
В 1945 году через Дюрен проходила линия фронта, и в его окрестностях произошло одно из кровопролитнейших сражений на западном фронте. 25 февраля 1945 года именно в районе Дюрена солдаты армии США форсировали Рур. После окончания войны летом 1945 года многие из эвакуированных жителей Дюрена вернулись в свой город.

### Герб
Герб города Дюрен разделен на две части. На верхней части изображен замок, а под ним — чёрный орел, что символизирует длинную историю Дюрена, как королевского и императорского города. В 1242/46 годах Дюрен попал под власть герцогов юлихских (кстати, Наполеон тоже носил титул Герцога Юлиха), на гербе которых был изображен стоящий на задних лапах лев с открытой пастью и красным языком.

## Достопримечательности
- Замок Мероде

## Города-побратимы
- Валансьен, Франция
- Кормейи, Франция
- Альтмюнстер, Австрия
- Стрый, Украина
- Градачац, Босния и Герцеговина
- Цзиньхуа, Китай
- Эрегли, Турция

## Медиа
В Дюрене расположена радиостанция «Радио Рур», вещающая на частотах 92,7 и 107,5 МГц.